# Niklas Behrens
Niklas Behrens (født 6. november 2003 i Bremen) er en professionel cykelrytter fra Tyskland, der kører for Team Visma | Lease a Bike.
Ved VM i landevejscykling 2024 blev han U/23 verdensmester i linjeløb. Få dage efter blev det offentliggjort, at han havde skrevet en treårig kontrakt med Team Visma  |  Lease a Bike gældende fra starten af 2025.